# تپه چهارطاق
تپه چهارطاق مربوط به سدهٔ ۷ تا ۸ ه.ق است و در شهرستان تایباد، بخش باخرز، دهستان بالا ولایت، ۲۰۰ متری جنوب شرقی روستای چهارطاق واقع شده و این اثر در تاریخ ۲۶ دی ۱۳۸۶ با شمارهٔ ثبت ۲۰۵۸۷ به‌عنوان یکی از آثار ملی ایران به ثبت رسیده است.